# Gaspare Venturini

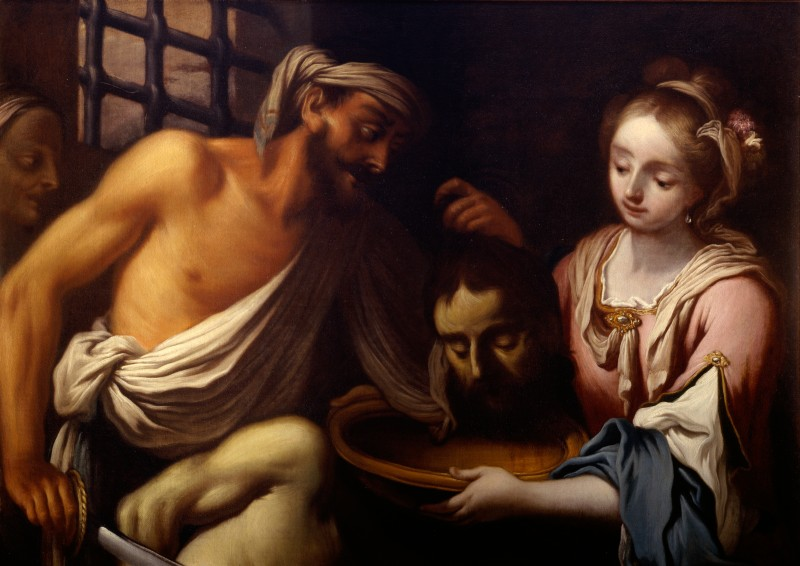
Decollazione di San Giovanni Battista (Fondazione Cariplo)

Gaspare Venturini (Ferrara, notizie dal 1576 – 1593) è stato un pittore italiano.

## Biografia
Si formò nell'ambiente del Manierismo ferrarese, in un percorso artistico che lo lega a Giuseppe Mazzuoli detto il Bastarolo e allo Scarsellino, con cui collabora, insieme ai Carracci, nella decorazione dei soffitti di Palazzo dei Diamanti, nel decennio tra il 1580 e il 1590. La sua produzione, legata ad un linguaggio tardo cinquecentesco, si situa nel territorio di Ferrara, ed è dedicata prevalentemente ad opere di carattere religioso, come nelle pale della Chiesa della Madonnina e nel Miracolo di Sant'Apollinare in Chiesa di San Cristoforo alla Certosa.